# Doetinchem in de Frans-Bataafse tijd
Dit artikel gaat over de stad Doetinchem tijdens de Frans-Bataafse tijd tussen 1795 en 1814. Doetinchem was destijds een kleinere stad van kleine betekenis. De meeste verdedigingswerken van de stad waren jarenlang verwaarloosd, en er waren sinds de Tachtigjarige Oorlog geen nieuwe vestingwerken bijgebouwd. De stadsmuur stamde voor het grootste deel bijvoorbeeld uit de Middeleeuwen. Toch had de stad enige strategische waarde vanwege de ligging bij de grens.

## Algemeen

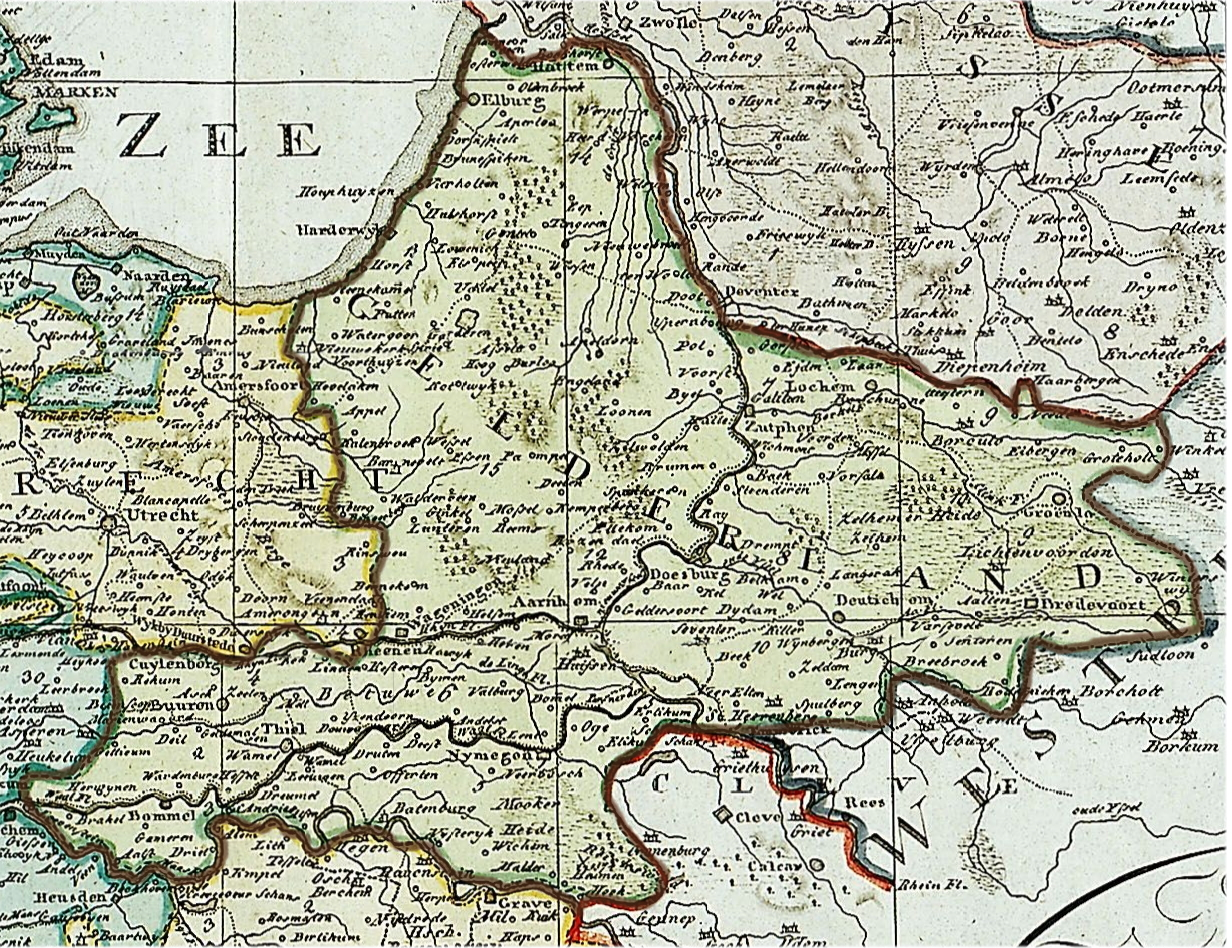
Kaart uit 1802 van het Departement Gelderland

In eind december 1794 trokken Franse troepen onder leiding van generaal Pichegru over de bevroren rivieren Nederland binnen. Na de Franse Revolutie wilde de Fransen hun revolutie exporteren en de Nederlanden bevrijden. Dit resulteerde in 1795 in de Bataafse Revolutie waarbij de Bataafse Republiek werd uitgeroepen. Omdat dit zonder ongeregeldheden gepaard ging wordt het een Fluwelen Revolutie genoemd. Deze omwenteling had echter een aantal gevolgen. Naar voorbeeld van de Franse Revolutie werd de macht van de adel en de stedelijke regenten tenietgedaan en zou het bestuur democratischer moeten. Dit hield in dat er voor de Oranjes geen plek was, en Willem V was gevlucht naar Engeland. Ook de heerlijke rechten, tienden en gilden werden afgeschaft. Ten slotte werd er gestreefd naar beter onderwijs, werd het belastingstelsel verbeterd en trachtte men van de Bataafse Republiek een eenheidsstaat te maken.
Ook de voormalige gewesten werden afgeschaft, en er werden departementen gevormd. De grenzen werden hierbij totaal veranderd ten opzichte van de oude gewesten. Doetinchem ging tot het Departement van de Rijn behoren. Op gebied van wetgeving veranderde er ook een aantal zaken. Zo werd de Trias politica ingevoerd en de pijnbank afgeschaft. De voormalige Protestante privileges werden afgeschaft en de katholieken kregen vroeger afgepakte kerken terug.
In 1801 vond er op aandringen van Napoleon een nieuwe staatsgreep plaats. Na de grondwetsherziening werd de naam van het land gewijzigd in Bataafs Gemenebest. Veranderingen waren dat de grenzen van de voormalige gewesten werden hersteld en de centralisatie verder werd doorgezet. In 1806 werd echter ook deze staat ontbonden en werd het Koninkrijk Holland gevormd met Lodewijk Napoleon als koning. Doetinchem behoorde tot het Departement Gelderland en na de inlijving bij Frankrijk tot Boven-IJssel (Yssel-Supérieur).

## Economie
Door het invoeren van het Continentaal stelsel stagneerde de buitenlandse handel van Holland en Zeeland. Dit betekende het definitieve einde van de Amsterdamse Stapelmarkt. Hierdoor kreeg de binnenlandse handel met het achterland (de grotendeels landbouwgewesten in het oosten) een opleving. Voor Doetinchem werd de handel dan ook van grotere betekenis. De meeste mensen leefden destijds van de landbouw. Ook waren ongeveer 100 mensen werkzaam als handwerklieden. Er woonden destijds ca. 1600 mensen in de stad (welke 600 huizen telde) en zo’n 2000 mensen op het platteland om de stad.
De landbouw bestond voornamelijk uit het verbouwen van tabak (dat uitsluitend voor de handel bestemd was), haver, rogge, gerst, boekweit, erwten, aardappelen en vlas. Handel werd voornamelijk gedreven met de steden Doesburg en Anholt. Door het dichtslibben van de Oude IJssel nam de handel met Doesburg aan het begin van de negentiende eeuw echter af. De stad beschikte verder over twee windkorenmolens, een waterkorenmolen, bierbrouwerij, zeepziederij en een jeneverbranderij.

## Belastingen
Door de hoge oorlogsuitgaven van Frankrijk stond deze tijd bekend om de vele belastingen. Zo werd er in 1806 de patentbelasting ingevoerd voor ieder die een bedrijf had, de hoogte hiervan van afhankelijk van de opbrengsten. Er kwam personele- en grondbelasting. In Doetinchem werden de kerken, armenhuizen en het gemeentehuis vrijgesteld. Verder moest er belasting worden betaald voor het aantal dienstboden, ramen, deuren en zelf haardsteden die men had. Verder moest men één procent over de waarde van de inboedel betalen.
Aan de hand van de belastingpapieren van die tijd is een beeld te krijgen over de opbouw van de bevolking:
| Groep | % van bevolking | Belastingtarief | Bestaande uit                                                   |
| ----- | --------------- | --------------- | --------------------------------------------------------------- |
| 1     | 6%              | ƒ 0             | Dagloners: kleine boeren en knechten                            |
| 2     | 29%             | ƒ 10 – 20       | Lage arbeidersklasse: kleine handwerklieden                     |
| 3     | 34,5 %          | ƒ 30 – 40       | Middengroep: handwerklieden en kleine ondernemers               |
| 4     | 14%             | ƒ 50 – 60       | Gegoede burgers: bedrijfseigenaren, herbergiers en zilversmeden |
| 5     | 9%              | ƒ 70 – 80       | Rijkere ondernemers: molenaars en voermannen                    |
| 6     | 2,5%            | ƒ 90 – 100      | Rijke burgers: predikanten en grondbezitters                    |
| 7     | 5%              | ƒ 100 >         | Bovenklassen: advocaten, dokters en officieren                  |

## Overstromingen
In de Franse periode waren er in de omgeving van Doetinchem veel overstromingen. Dit werd verergerd door de ijsgang in de strenge winters tussen 1795-1799 en 1803-1809. De ergste overstroming vond plaats in 1809 toen de uiterwaarden van de Rijn waren bedekt met veel ijs. Omdat de dijken dreigden te breken werden deze op 10 januari versterkt met mest. Desondanks braken de dijken toch door op de dertiende met als gevolg dat de Achterhoek en de Liemers onder water kwamen te staan.
De problemen werden verergerd door een zware storm die ervoor zorgde dat in de nacht van 30 op 31 januari de burg bij Doetinchem werd weggeslagen en de stad zwaar gehavend werd. In de chaos die ontstond verbood de landdrost van Gelderland aangespoelde spullen te stelen. De straf zou bestaan uit een gevangenisstraf of zelfs verbanning. Lodewijk Napoleon, koning van Holland, bracht begin februari een bezoek aan Doetinchem en schonk de stad een nieuwe brug. Hij verbleef tijdens zijn bezoek in een huis aan de Korte Kapoeniestraat, dat tegenwoordig nog steeds de naam Lodewijk Napoleonshuis draagt.

## Religie
Bij een telling in 1809 werd bekend dat de stad bestond uit 1055 hervormden, 322 katholieken, 34 lutheranen, 9 mennonieten en 65 joden. Door de Franse hervormingen waren alle godsdiensten gelijkgesteld en dit leidde nogal tot spanningen tussen katholieken en hervormden. Door een nieuwe wet moest de grootste kerk van een gemeente ook aan de grootste geloofsgroep worden toegewezen. Dit betekende dat de hervormden de Catharinakerk (die een waarde had van fl. 32.000,-) mochten behouden. De kerk was echter in erbarmelijke staat. Zo was er in 1761 een pilaar ingestort en zou de restauratie hiervan fl. 788,- kosten. Omdat deze kosten te hoog waren werd de kerk slechts waterdicht gemaakt.

## Onderwijs
Op onderwijskundig gebied veranderde er het een en ander in de stad. Zo werd er voor het eerst een bewaarschool opgericht (wat vergelijkbaar is met een kleuterschool). Op 13 april 1803 werd er tevens door J.C. Roeder een kostschool opgericht die in 1811 bij een Franse onderwijsinspectie werd bestempeld als très bon. Het salaris van de leraren bedroeg destijds 200 tot 300 gulden. De oude Franse school raakte door machtsmisbruik door eigenaresse Duvel in verval. In 1803 werd zij dan ook ontslagen en werd de school opgeheven. In plaats daarvan werden de Franse Jongeherenschool en de Franse Meisjesschool opgericht. De behuizing van de scholen was echter niet goed, maar hier werd bij gebrek aan geld niets aan gedaan. Tussen 1803 en 1807 waren de Latijnse en Franse school een gezamenlijke instelling.

## Bestuur en bezetting
In het begin bleef het gewest Gelre met zijn drie kwartieren bestaan. Een verandering was wel de verminderde macht van de adel. Later behoorde Doetinchem achtereenvolgens tot de departementen van de Rijn, Gelderland en Boven-IJssel. In 1807 kwam er aan het hoofd van elk departement één persoon te staan: de landdrost. Hij werd geassisteerd door assessoren. In 1810 kwam een prefect aan het hoofd te staan, geassisteerd door een sous-prefect (in plaats van een kwartierdrost).
Ten tijde van de Bataafse Revolutie werd Doetinchem op 25 november 1794 bezet door Engelse en Hannoverse troepen. In februari 1795 moesten deze noodgedwongen weer vertrekken en op de achtste trokken Franse troepen de stad binnen. Omdat zij als bevrijders werden gezien werd er op de markt een vrijheidsboom geplant. De Fransen voerden echter een streng regime in. Een inwoner werd bijvoorbeeld in de gevangenis gezet nadat hij geschreeuwd zou hebben: Ik ben een prinsman, ik blijf een prinsman, ik sterf een prinsman. De hele Franse tijd werd er in Doetinchem een garnizoen gelegerd. In 1811 werd er op de hoek van de Hamburgerstraat-Nieuwpoort een kazerne geopend waar een honderdtal soldaten verbleven. Dit kostte de stad veel geld.
Het bestuur werd in de periode drie keer veranderd. Eerst bij de bezetting door de Fransen in 1795. In 1802 koos de stemgerechtigde bevolking democratisch een nieuw bestuur. En de laatste keer werd er in 1811 vanuit Parijs besloten om een nieuw bestuur aan te stellen.

## Carel Hendrik Ver Huell

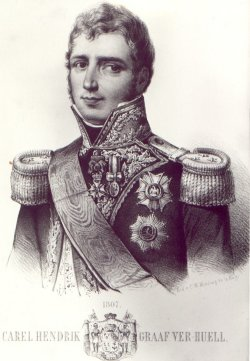
Afbeelding van Carel Hendrik Ver Huell

Een belangrijke Doetinchemmer uit deze tijd is Carel Hendrik Ver Huell. Hij werd na de verkiezingen in 1802 tot burgemeester benoemd. Tijdens de Franse tijd maakte hij snel carrière. Zo werd hij in 1805 door Lodewijk Napoleon benoemd tot minister der Koninklijk-Hollandsche marine, Maarschalk en graaf van Zevenaar. In deze tijd zou hij ook een relatie hebben gehad met Hortense de Beauharnais, en is daarom ook de mogelijke vader van de latere keizer Napoleon III.
Tussen 1808 en 1810 was Ver Huell in Parijs als gezant van het Koninkrijk Holland en kreeg van Napoleon de titel Legioen van Eer. Hij kreeg daarna het bevel over de kustverdediging van Nederland en Noord-Duitsland, werd door koning Lodewijk XVIII benoemd tot opperbevelhebber van de Franse Noordkust. En na de Slag bij Waterloo kreeg hij van Napoleon het verzoek om mee te helpen aan zijn ontsnappingspoging naar Amerika. Hier ging Ver Huell niet op in. Omdat hij Den Helder voor de Fransen had verdedigd tegen Engelse en Nederlandse troepen zat samenwerking met de nieuwe koning Willem I er niet in. Door Willem II werd hij in 1843 benoemd tot Ridder 3e klasse in de Militaire Willems-Orde voor zijn rol in de Slag bij de Doggersbank in 1781.
Vanwege zijn verdiensten en het feit dat hij in 1814 was genaturaliseerd tot Fransman zorgde ervoor dat hij de titel Pair de France kreeg. Hierdoor kwam hij in de Franse senaat. Dit is de hoogste Franse adellijke titel. Verder staat zijn naam op de Arc de Triomphe.

## Bevrijding
Door de Franse verliezen in de oorlog moest Napoleon in 1812 nieuwe troepen werven voor zijn veldtocht tegen Rusland. Er werd besloten dat uit het departement Boven IJssel 44 man uit de gegoede burgerij in de Gardes d’Honneur (cavalerie) moesten dienen. Hiervan kwamen er 23 uit Arnhem, 10 uit Tiel, 12 uit Zutphen en 3 uit Doetinchem. Zij waren allen vrijwilligers.
De bevrijding kwam in november 1813, toen Pruisen en Kozakken Nederland binnentrokken vanaf de oostgrens. Dit kon doordat Napoleon in oktober de Slag bij Leipzig verloren had. Hierbij passeerden veel soldaten Doetinchem. In totaal deden tussen 19 november 1813 en 15 januari 1814 ongeveer 17.000 man de stad aan. Omdat de Franse kazerne maar voor 100 man gebouwd was, moest Doetinchem veel soldaten bij mensen in huis onderbrengen. Verder werden er uit Doesburg, Didam, ’s Heerenberg en Arnhem grote hoeveelheden voedsel aangesleept.
De kosten hiervan kon de stad in principe verhalen bij de officieren in Arnhem. Een groter probleem waren de Kozakken die plunderend, moordend en verkrachtend door de Graafschap trokken. Uit de omgeving van Hummelo alleen al werden 118 klachten ontvangen. Cijfers uit Doetinchem zijn niet bekend.

## Vrede
Op 30 mei 1814 werd de Vrede van Parijs gesloten waardoor er een einde kwam aan de Zesde Coalitieoorlog. Het nieuws bereikte Doetinchem op 10 juli, waarna er op de markt een feest werd georganiseerd. De terugkomst van Napoleon, die de Honderd Dagen genoemd wordt, had geen invloed op Doetinchem. Tijdens de vorming van het Verenigd Koninkrijk der Nederlanden werd Doetinchem deel van de provincie Gelderland, waar het nog steeds toe behoort.
Middeleeuwen · Tachtigjarige Oorlog · Verenigde Nederlanden · Frans-Bataafse tijd · Tweede Wereldoorlog